# Aranyalbum (1967–1973)
Az Aranyalbum című gyűjteményes nagylemez Koncz Zsuzsa különböző korszakokban készült, főleg nagylemezen megjelent dalaiból összeállított válogatást tartalmazza. 1978-ban jelent meg hanglemezen és kazettán. Magyarország ritkaságalbumainak egyike, mivel CD-n nem jelent meg.

## Az album dalai
1. Amikor (Illés Lajos – Bródy János) 2:47
2. Én nem tudtam azt, kérem (Szörényi Szabolcs – Bródy János) 3:45
3. Csillag Hajnalka (Szörényi Szabolcs – Bródy János) 3:30
4. Itt a két kezem (Tolcsvay László – Tolcsvay Béla) 3:20
5. Keresem a szót (Szörényi Levente – Bródy János) 2:08
6. Ki mondta (Szörényi Levente – Bródy János) 4:05
7. Micimackó (Bródy János – A. A. Milne – Karinthy Frigyes) 4:00
8. Mit tegyen egy kisleány (Bródy János) 4:00
9. Ne kérdezd (Szörényi Szabolcs – Bródy János) 3:14
10. Ne sírj, kedvesem (Tolcsvay László – Tolcsvay Béla) 3:55
11. Színes ceruzák (Szörényi Levente – Bródy János) 3:10
12. Valahol egy lány (Illés Lajos – Bródy János) 3:25
13. Vigyázz, ha jön a vonat (A. Horac – M. Kunze)[1] 3:10